# イワン・デニーソヴィチの一日
『イワン・デニーソヴィチの一日』（ - のいちにち、ロシア語: Оди́н день Ива́на Дени́совича Odin den' Ivana Denisovicha、英語 One Day in the Life of Ivan Denisovich）は、1962年に発表されたアレクサンドル・ソルジェニーツィンの文学作品。彼のデビュー作で、世界的なベストセラーとなった。
主人公であるイワン・デニーソヴィチ・シューホフのラーゲリにおける一日を、克明に淡々と描いた作品。

## 映画
1971年にイギリスNCCによって映画化された。

### キャスト
- トム・コートネイ(Tom Courtenay)：イワン・デニーソヴィチ
- エスペン・ショーンベルイ(Espen Skjønberg) ：班長チューリン
- エリック・トンプソン(Eric Thompson) ：ツェーザリ
- アルフレッド・バーク(Alfred Burke) ：アリューシカ
- ジェームズ・マックスウェル (James Maxwell) ：

### スタッフ
- 製作・監督：キャスパー・リード(Casper Wrede)
- 脚本：ロナルド・ハーウッド(Ronald Harwood)
- 撮影：スヴェン・ニクヴィスト(Sven Nykvist)
- 音楽：アーネ・ノールデイム(Arne Nordheim)